# 生野屋トンネル
生野屋トンネル（いくのやトンネル）は、山口県下松市の山陽自動車道のトンネル群。同一の名前のトンネル（生野屋第1 - 第5）が連続している。

## 概要
- 上り線（広島・大阪方面）
  - 第1トンネル（長さ：421メートル）
  - 第2トンネル（長さ：417メートル）
  - 第3トンネル（長さ：282メートル）
  - 第4トンネル（長さ：143メートル）
  - 第5トンネル（長さ：397メートル）[1]

- 下り線（北九州方面）
  - 第1トンネル（長さ：376メートル）
  - 第2トンネル（長さ：393メートル）
  - 第3トンネル（長さ：230メートル）
  - 第4トンネル（長さ：91メートル）
  - 第5トンネル（長さ：393メートル）[1]

なお、トンネル入口手前に設置された標識の記載は、一の位を四捨五入した値となっている。また、標識ではトンネルの名称は「第1トンネル」のように算用数字を用いたものとなっているが、正式な名称は「第一トンネル」のように漢字を用いたものである。

## 歴史
- 1990年12月20日　山陽自動車道・熊毛IC - 徳山東IC間の開通と共に供用開始。